# فيرناندو سانودو
إلديفونسو فرناندو سانودو غارسيا (23 يناير 1912، توريلافيغا - 29 يناير 1980)، كان لاعب كرة قدم إسباني لعب كمهاجم. لعب لريال مدريد بين عامي 1934 و1936.

## المسيرة الكروية
لعب سانيودو كرة القدم عندما كان طفلاً في مسقط رأسه توريلافيجا ، وشكل فريق Deportivo La Paz للعب في البطولات المحلية في منطقته. أثناء دراسته ليصبح محامياً، كان سانيودو غزير الإنتاج في بطولات المدارس الثانوية والجامعات مما دفعه للتوقيع مع ألافيس في عام 1931. بعد الفترة التي قضاها مع ألافيس، انتقل إلى بلد الوليد لإنهاء سنواته الأخيرة من الدراسة في القانون، ثم وقع من قبل بلد الوليد حيث ساعدهم في تحقيق الترقية إلى الدرجة الثانية.
عاد إلى مسقط رأسه في عام 1934 بعد أن أنهى دراسته، وتم الاقتراب منه للانضمام إلى ريال مدريد. وقع باحتراف، وكان دعامة أساسية في الفريق لمساعدتهم على الفوز ببطولة الكأس 1936. شارك في أكبر فوز لريال مدريد على منافسه برشلونة في بطولة الدوري، بفوزه بنتيجة 8-2 عام 1935 حيث سجل 4 أهداف. عندما اندلعت الحرب الأهلية الإسبانية ، تم استدعاؤه للخدمة العسكرية ولعب لصالح Aviación Nacional الذي يرعاه الجيش.
ريال مدريد و اتلتيكو مدريد حاول التعاقد معه بعد اندلاع الحرب، لكنه عاد إلى توريلافيغا. أثناء الحفاظ على عمله، انتقل بعد ذلك إلى Barreda، ثم بلد الوليد، قبل أن يتقاعد من مسيرته الكروية في توريلافيجا.

## مرتبة الشرف
ريال بلد الوليد
- الدرجة الثالثة : 1933–34

ريال مدريد
- كأس الملك : 1936

## روابط خارجية
فيرناندو سانودو على BDFutbol 